# Magiste International
Magiste International S.A. è una società di diritto lussemburghese che fa capo al finanziere/immobiliarista Stefano Ricucci, tramite lo "Stefano Ricucci Trust" con sede nell'Isola di Guernsey.
L'atto di nascita della lussemburghese Magiste International è datato 10 agosto 2001.
Si tratta del contratto di acquisto della Red investment S.A., da parte del trust utilizzato da Ricucci, il The Libra Trust baring trustees (Guernsey) limited.
Venditrice del 100% delle azioni risulta essere la Alpine strategic marketing llc, con sede a Washington, negli Stati Uniti.
La denominazione sociale Magiste deriva dalle iniziali dei nomi di Matteo e Gina, i genitori, e Stefano.
Magiste International deteneva varie partecipazioni finanziarie in numerose società quotate: RCS, Banca Nazionale del Lavoro (BNL), Antonveneta, Capitalia, Hopa, Banca Popolare di Lodi, Bipielle Investimenti, Banca Valori, Meliorbanca, Società Sportiva Lazio.
Esisteva un progetto per trasferire in Italia lo Stefano Ricucci Trust e la Magiste International.
Nella società, che aveva un capitale sociale di 22 milioni di euro, sarebbero confluiti tutti i presidi esteri del gruppo. Magiste International si sarebbe fusa con la controllata italiana Magiste Holding dando origine a una nuova capogruppo (chiamata Magiste) e che nel 2006 sarebbe stata ricapitalizzata da 22 a 50 milioni di euro. A regime ci sarebbe stata una piramide societaria con all'apice lo Stefano Ricucci Trust italiano, che controlla una Magiste spa con 50 milioni di euro di capitale sociale, che a sua volta controlla Magiste Real Estate, Magiste Re Property, Magiste Re Agency e Magiste Service.
Il Tribunale di Roma ha dichiarato il fallimento di Magiste International, in data 19 gennaio 2007. Magiste International, la capogruppo di Stefano Ricucci protagonista della scalata a Rcs, era stata ammessa al concordato preventivo dal Tribunale civile di Roma lo scorso 13 novembre.
I giudici avevano tuttavia subordinato l'ammissione al concordato al dissequestro di 71,28 milioni di euro da parte della procura di Milano, dissequestro avvenuto tardivamente rispetto alle richieste del tribunale fallimentare. I fondi erano stati sequestrati all'immobiliarista romano dai Pm milanesi nell'ambito della scalata ad Antonveneta da parte della Bpi.
Come detto il diniego al dissequestro di contanti e valori per 67 milioni di euro, datato 26 dicembre 2006, proventi della scalata ad Antonveneta, ne ha cagionato il fallimento.
La somma è stata in seguito dissequestrata e consegnata alla curatela fallimentare.
Le altre società del gruppo, quelle più "operative" e meno finanziarie, procedono invece nel loro programma di transazioni e concordati preventivi.